# 요네다 슌야
요네다 슌야(일본어: 米田 隼也, 1995년 11월 5일~)는 일본의 축구 선수이다.

## 구단 경력
그는 2018년 J1리그의 V-파렌 나가사키에 입단했다. 2018년후 J2리그에 강등했다.